# Town of Mosman Park
Town of Mosman Park är en kommun i Australien. Den ligger i delstaten Western Australia, omkring 11 kilometer sydväst om delstatshuvudstaden Perth. Antalet invånare var 8 757 vid folkräkningen 2016.